# Casino Luxembourg – Forum d’Art Contemporain

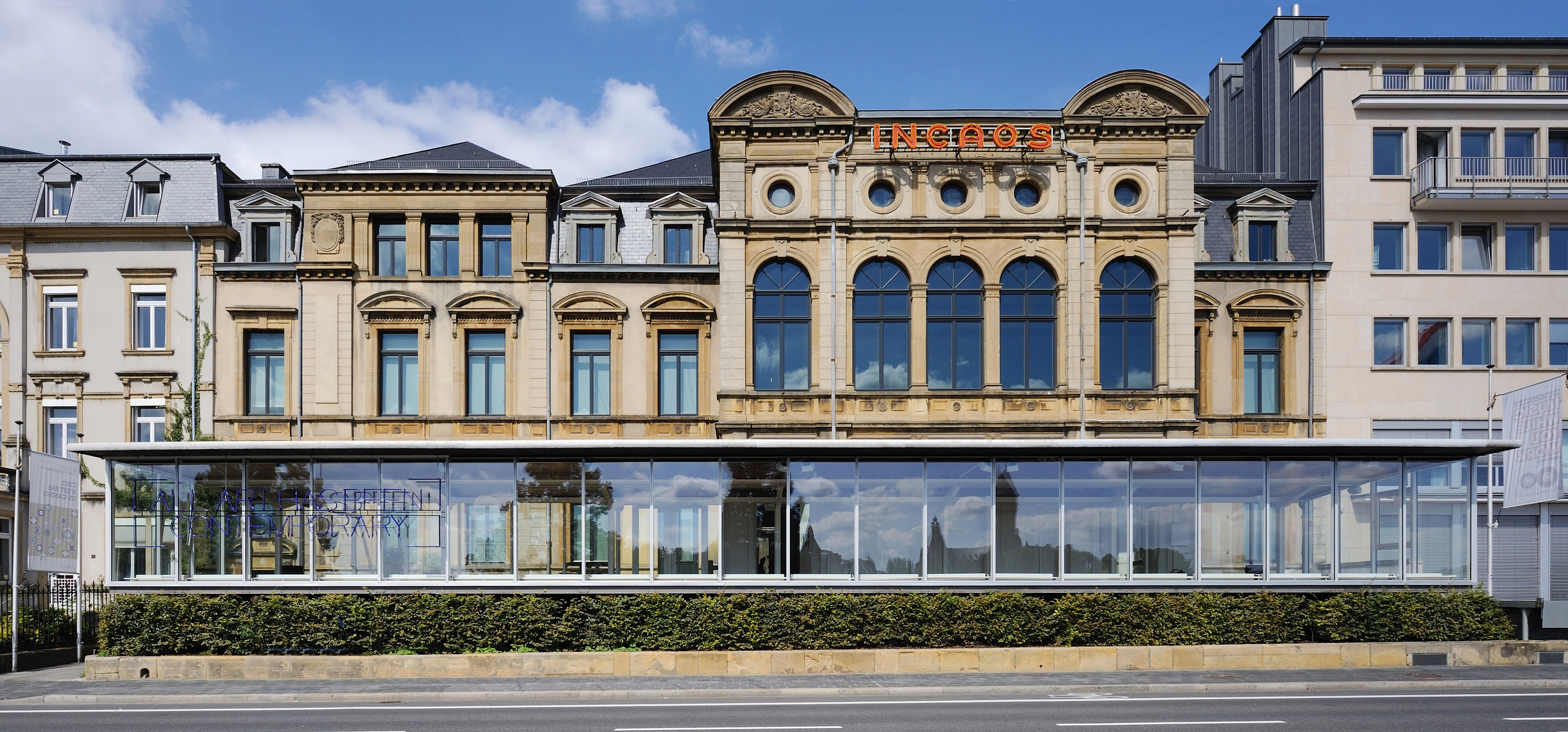
Das Casino Luxembourg vom Boulevard Roosevelt

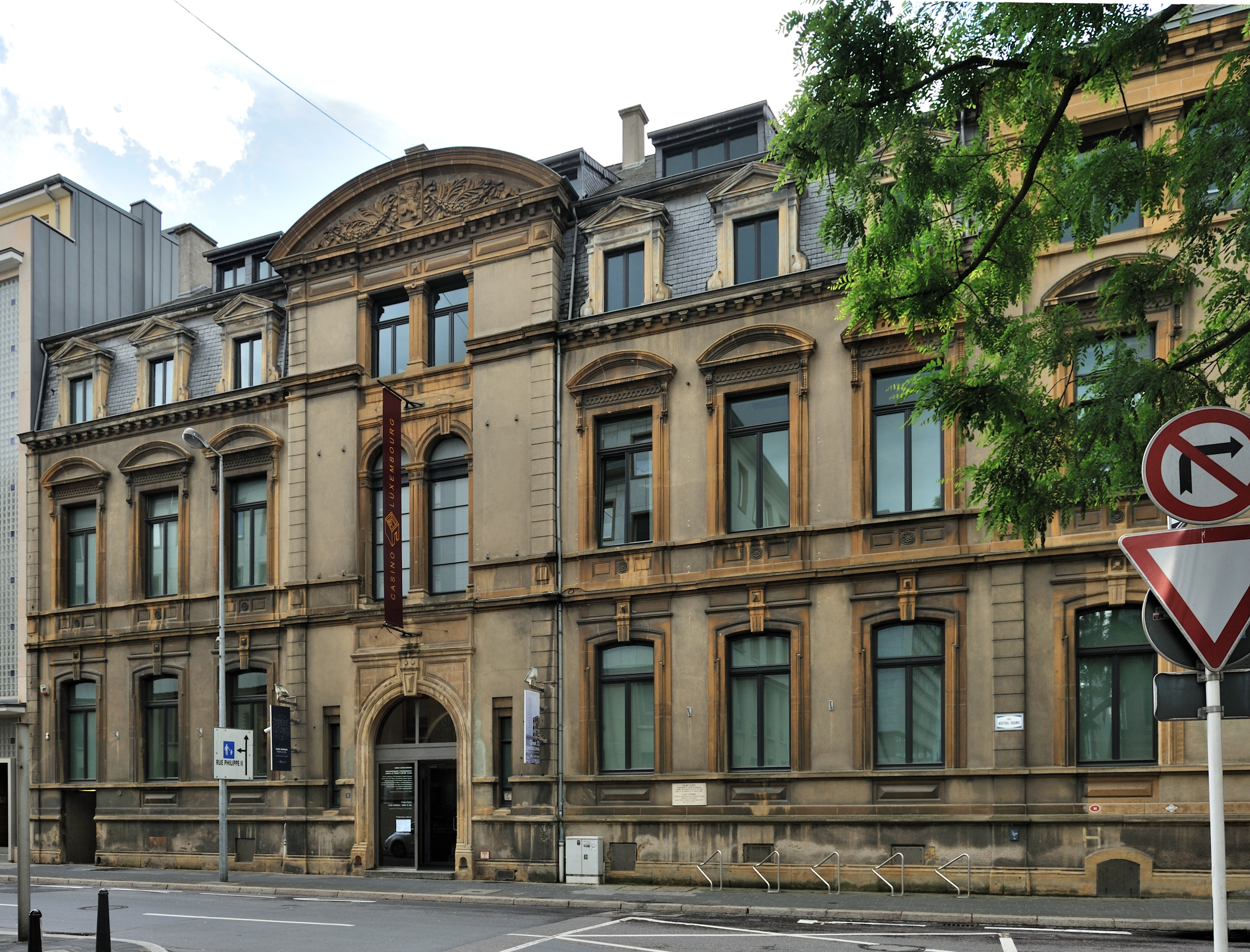
Haupteingang in der Rue Notre Dame

Das Casino Luxembourg – Forum d’Art Contemporain ist ein Ausstellungshaus für zeitgenössische Kunst im Zentrum der Stadt Luxemburg. Künstlerischer Leiter ist Kevin Muhlen.

## Geschichte
Am 1. September 1880 gründete sich in Luxemburg eine Société Anonyme mit dem Namen „Casino de Luxembourg“, um für die Honoratioren der Stadt einen Ort des geselligen Beisammenseins ins Leben zu rufen. Im Oktober des gleichen Jahres erwarb man an der Ecke Boulevard Royal/Rue Notre Dame ein Grundstück. Die beiden Mitglieder und Architekten Pierre Kemp und Pierre Funck gewannen den ausgeschriebenen Architektenwettbewerb für den Bau des Casino Bourgeois. Der repräsentative Neubau erhielt ein großes Speisezimmer zur Seite der Rue de Notre Dame und einen großen Saal mit Terrasse auf der Rückseite des Gebäudes zum Garten mit Blick auf das Tal der Pétrusse. Außerdem besaß das Haus ein Lesezimmer, einen Billardraum und Spielsäle. 1910 wurde das Gebäude von dem Architekten Joseph Nouveau umfassend erweitert und umgebaut. Außerdem wurde die überdachte Terrasse vor dem Gebäude in eine Loggia mit offenen Terrassen verwandelt. Schnell entwickelte sich das Haus zu einem der kulturellen Zentren der Stadt mit Bällen, Konzerten, Theateraufführen und Lesungen. 1929 wurde das Haus von Nouveau und dessen Partner Léon Muller um ein Attikageschoss aufgestockt, die ehemalige Rotunde im Westen zu einem eckigen Saal.
Während des Zweiten Weltkriegs wurde das Casino zum Haus Moselland und für kulturelle Veranstaltungen genutzt. Ab 1943 wurde es dann von der NSDAP als Kameradschaftshaus genutzt. Nach der Befreiung im Jahr 1945 zog die US-Armee in das Gebäude. Im Mai 1946 erhielt die Casino-Gesellschaft das Gebäude zurück und eröffnete nach langen Renovierungsarbeiten das Haus neu. Inzwischen war ein Gourmetrestaurant integriert worden.
1975 nahte das Ende der Casino-Gesellschaft. Der Bedarf für das Haus war nach dem Krieg stetig geschwunden. Man berief eine außerordentliche Sitzung der Mitglieder ein und löste die Gesellschaft auf. Im Februar 1958 ging das Gebäude an den luxemburgischen Staat. Dieser vermietete es an den 1954 gegründeten Cercle Culturel des Communautés Européennes (Kulturzirkel der Europäischen Gemeinschaften), der das Casino bis Ende 1990 unter dem Namen Foyer Européen als Kultur- und Veranstaltungszentrum nutzte. Außerdem nutzte die Hohe Behörde der Europäischen Gemeinschaft für Kohle und Stahl das Gebäude für Empfänge und Feierlichkeiten. Dafür wurde das Haus umgebaut.
Mit den Vorbereitungen des Programmes für das Kulturhauptstadt-Europas-Jahr 1995 kamen Überlegungen auf, das leerstehende Casino als Ausstellungszentrum zu nutzen. Da für einen kompletten Umbau zu einem Ausstellungshaus zu wenig Zeit war, beschloss man, auf die ursprünglich vorgesehene Grundsanierung  zu verzichten und eine  temporäre Struktur im Inneren des Gebäudes zu installieren. Im Oktober 1993 beauftragte die luxemburgische Regierung den Architekten Urs Raussmüller mit der Entwicklung einer multifunktionalen Raumgestaltung für temporäre Ausstellungen.
Raussmüller führte das Casino-Gebäudes im Inneren auf seine elementaren Strukturen zurück und errichtete dann nach oben offene und von den Wänden des Gebäudes unabhängige Räume, um die historische Gebäudesubstanz zu schonen und mehr Raum für Hängungen zu schaffen. So entstanden 13 neue Säle mit einer Grundfläche von 460 m², einer Wandhöhe von 3,5 Metern und 290 m Wandlänge. Die Eingangshalle wurde erhalten und diente neben dem Besucherempfang auch als Ausstellungsraum. Außerdem wurde eine Fachbibliothek für zeitgenössische Kunst eingerichtet. Bis Ende 2015 blieb diese Raumgestaltung erhalten. Im März 1996 wurde das Casino schließlich offiziell eröffnet.
Ende 2015/Anfang 2016 wurde das Konzept des Ausstellungshauses überarbeitet. Die temporären Räume wurden entfernt. Der alte Speisesaal, der zwischenzeitlich als Ausstellungsraum genutzt worden war, erhielt sein altes Aussehen weitgehend zurück und wurde zum Café. Der Eingangsbereich wurde umgestaltet, Kasse und Besucherempfang wurden modernisiert und neu in der Eingangshalle positioniert.

## Gebäude
Zur Rückseite wird das Gebäude im Hochparterre von einer verglasten Terrasse bestimmt. Dahinter erhebt sich ein reich gegliederter Bau mit weit aus dem Baukörper herausragendem Risalit mit einem Attikageschoss mit Rundfenstern. Die ebenfalls reich gegliederte Gebäudeseite im Norden an der Rue Notre Dame wird von einem in den Dachbereich ragenden Risaliten mit viertelrundem Bogenfeld  bestimmt. Im Erdgeschoss sitzt hier ein Rundbogenportal, das als Zugang zum Haupteingang dient.

## Ausstellungen
Das Casino Luxembourg zeigt Gruppen- und Einzelausstellungen zu zeitgenössischer Kunst überwiegend jüngerer Künstler aus der ganzen Welt. Aber auch Arbeiten arrivierter Künstler wie Sean Scully, Wim Delvoye und Olaf Nicolai wurden schon gezeigt.